# 陸俊
陸 俊（りく しゅん、ルー・ジュン、中国語: 陆俊、拼音: Lù Jùn、1959年3月19日 - ）は、中国のサッカー審判員である。
2010年、中国サッカー・スーパーリーグまで国際サッカー連盟（FIFA）の国際審判員として活躍していたが、買収・八百長疑惑が生じ、逮捕された。

## 概要
2002 FIFAワールドカップにおいては、新潟スタジアムで行われたクロアチア代表対メキシコ代表の試合と、大田ワールドカップ競技場で行われたポーランド代表対アメリカ合衆国代表の試合において主審を務めた。
2010年、中国サッカー・スーパーリーグにおいて発覚した八百長（買収）疑惑において、他の2人の審判とともに試合を操作した疑いで逮捕された。重罪とみなされた場合、死刑に処せられるところであったが、2012年2月に5年半の懲役と128,000ドルの罰金刑に減刑されている。